# Irwin (Illinois)
Irwin es una villa ubicada en el condado de Kankakee en el estado estadounidense de Illinois. En el Censo de 2010 tenía una población de 74 habitantes y una densidad poblacional de 732,6 personas por km².

## Geografía
Irwin se encuentra ubicada en las coordenadas 41°3′13″N 87°59′3″O / 41.05361, -87.98417. Según la Oficina del Censo de los Estados Unidos, Irwin tiene una superficie total de 0.1 km², de la cual 0.1 km² corresponden a tierra firme y (0%) 0 km² es agua.

## Demografía
Según el censo de 2010, había 74 personas residiendo en Irwin. La densidad de población era de 732,6 hab./km². De los 74 habitantes, Irwin estaba compuesto por el 98.65% blancos, el 0% eran afroamericanos, el 0% eran amerindios, el 0% eran asiáticos, el 1.35% eran isleños del Pacífico, el 0% eran de otras razas y el 0% pertenecían a dos o más razas. Del total de la población el 0% eran hispanos o latinos de cualquier raza.